# Карасёв, Владимир Ефимович
Владимир Ефимович Карасёв — советский киноактёр и кинорежиссёр.

## Биография
Владимир Ефимович Карасёв родился 31 августа 1918 года в деревне Климово (ныне — Брянская область). В 1938 году и в 1945—1948 годах учился в Театральном училище имени М. С. Щепкина, в 1951 году окончил режиссёрский факультет ВГИКа (мастерская С. Герасимова).
В 1938—1945 годах служил в армии. В 1956—588 г работал сначала ассистентом режиссёра на киностудии «Мосфильм» и киностудии имени М. Горького, затем режиссёром на Одесской киностудии. В кино снимался в основном в эпизодических ролях.
Умер 4 июля 1974 года в Минске.

## Фильмография

### Актёр
- 1956 — Весна на Заречной улице — Воронец (нет в титрах)
- 1956 — Капитан «Старой черепахи» — эпизод
- 1960 — Впереди — крутой поворот — эпизод
- 1970 — Руины стреляют… — эпизод

### Режиссёр
- 1959 — Как поссорился Иван Иванович с Иваном Никифоровичем